# 생극초등학교
생극초등학교는 대한민국 충청북도 음성군 생극면 신양리에 있는 공립 초등학교이다.

## 학교 연혁
- 1931년 5월 11일 생극공립보통학교(4년제) 개교
- 1938년 4월 1일 생극공립심상소학교(6년제)로 개편
- 1941년 4월 1일 생극공립국민학교로 개칭
- 1983년 3월 1일 병설유치원 개원
- 1989년 3월 1일 관성분교장 본교 편입
- 1996년 3월 1일 생극초등학교로 개칭
- 1996년 3월 1일 오생분교장 본교 편입
- 1999년 5월 1일 관성분교장, 오생분교장 본교로 통폐합

## 참고 자료
- 생극초등학교 - 한국교육학술정보원 학교알리미